# Linea Iiyama
La linea Iiyama (飯山線?, Iiyama-sen) è una linea ferroviaria giapponese a carattere regionale gestita dalla JR East a scartamento ridotto che collega le stazioni di Toyono nella città di Nagano, nella prefettura omonima e di Echigo-Kawaguchi, a Nagaoka, nella prefettura di Niigata. La linea attraversa la città di Iiyama, da cui prende il nome.

## Stazioni
| Linea ufficiale | Stazione           | Giapponese   | Distanza | Collegamenti                                                                                         | Posizione           | Posizione             |
| --------------- | ------------------ | ------------ | -------- | --- | ------------------- | --------------------- |
| Linea Shin'etsu | Nagano             | 長野         | 10.8     | Linea principale Shin'etsu Linea Shinonoi Ferrovia di Nagano Ferrovia di Shinano Hokuriku Shinkansen | Nagano              | Prefettura di Nagano  |
| Linea Shin'etsu | Kita-Nagano        | 北長野       | 6.9      | | Nagano              | Prefettura di Nagano  |
| Linea Shin'etsu | Sansai             | 三才         | 4.0      | | Nagano              | Prefettura di Nagano  |
| Linea Iiyama    | Toyono             | 豊野         | 0.0      | Linea principale Shin'etsu                                                                           | Nagano              | Prefettura di Nagano  |
| Linea Iiyama    | Shinano-Asano      | 信濃浅野     | 2.2      | | Nagano              | Prefettura di Nagano  |
| Linea Iiyama    | Tategahana         | 立ヶ花       | 3.9      | | Nagano              | Prefettura di Nagano  |
| Linea Iiyama    | Kamiimai           | 上今井       | 6.9      | | Nakano              | Prefettura di Nagano  |
| Linea Iiyama    | Kaesa              | 替佐         | 8.8      | | Nakano              | Prefettura di Nagano  |
| Linea Iiyama    | Hachisu            | 蓮           | 14.6     | | Iiyama              | Prefettura di Nagano  |
| Linea Iiyama    | Iiyama             | 飯山         | 19.2     | Hokuriku Shinkansen (2014)                                                                           | Iiyama              | Prefettura di Nagano  |
| Linea Iiyama    | Kita-Iiyama        | 北飯山       | 20.5     | | Iiyama              | Prefettura di Nagano  |
| Linea Iiyama    | Shinano-Taira      | 信濃平       | 23.8     | | Iiyama              | Prefettura di Nagano  |
| Linea Iiyama    | Togari-Nozawaonsen | 戸狩野沢温泉 | 27.5     | | Iiyama              | Prefettura di Nagano  |
| Linea Iiyama    | Kamisakai          | 上境         | 31.1     | | Iiyama              | Prefettura di Nagano  |
| Linea Iiyama    | Kami-Kuwanagawa    | 上桑名川     | 35.4     | | Iiyama              | Prefettura di Nagano  |
| Linea Iiyama    | Kuwanagawa         | 桑名川       | 37.6     | | Iiyama              | Prefettura di Nagano  |
| Linea Iiyama    | Nishi-Ōtaki        | 西大滝       | 39.7     | | Iiyama              | Prefettura di Nagano  |
| Linea Iiyama    | Shinano-Shiratori  | 信濃白鳥     | 41.8     | | Sakae, Shimominochi | Prefettura di Nagano  |
| Linea Iiyama    | Hirataki           | 平滝         | 44.7     | | Sakae, Shimominochi | Prefettura di Nagano  |
| Linea Iiyama    | Yokokura           | 横倉         | 46.6     | | Sakae, Shimominochi | Prefettura di Nagano  |
| Linea Iiyama    | Mori-Miyanohara    | 森宮野原     | 49.7     | | Sakae, Shimominochi | Prefettura di Nagano  |
| Linea Iiyama    | Ashidaki           | 足滝         | 52.5     | | Tsunan, Nakauonuma  | Prefettura di Niigata |
| Linea Iiyama    | Echigo-Tanaka      | 越後田中     | 54.9     | | Tsunan, Nakauonuma  | Prefettura di Niigata |
| Linea Iiyama    | Tsunan             | 津南         | 57.9     | | Tsunan, Nakauonuma  | Prefettura di Niigata |
| Linea Iiyama    | Echigo-Shikawatari | 越後鹿渡     | 62.1     | | Tsunan, Nakauonuma  | Prefettura di Niigata |
| Linea Iiyama    | Echigo-Tazawa      | 越後田沢     | 64.5     | | Tōkamachi           | Prefettura di Niigata |
| Linea Iiyama    | Echigo-Mizusawa    | 越後水沢     | 67.5     | | Tōkamachi           | Prefettura di Niigata |
| Linea Iiyama    | Doichi             | 土市         | 70.4     | | Tōkamachi           | Prefettura di Niigata |
| Linea Iiyama    | Tōkamachi          | 十日町       | 75.3     | Hokuetsu Express                                                                                     | Tōkamachi           | Prefettura di Niigata |
| Linea Iiyama    | Uonuma-Nakajō      | 魚沼中条     | 78.4     | | Tōkamachi           | Prefettura di Niigata |
| Linea Iiyama    | Gejō               | 下条         | 82.8     | | Tōkamachi           | Prefettura di Niigata |
| Linea Iiyama    | Echigo-Iwasawa     | 越後岩沢     | 88.1     | | Ojiya               | Prefettura di Niigata |
| Linea Iiyama    | Uchigamaki         | 内ヶ巻       | 93.2     | | Ojiya               | Prefettura di Niigata |
| Linea Iiyama    | Echigo-Kawaguchi   | 越後川口     | 96.7     | Linea Jōetsu                                                                                         | Nagaoka             | Prefettura di Niigata |

## Materiale rotabile
- KiHa 110